# Красное Знамя (Пензенская область)
Красное Знамя — посёлок в Земетчинском районе Пензенской области. Входит в состав Пролетарского сельсовета.

## География
Находится в северо-западной части Пензенской области на расстоянии приблизительно 3 км на восток от районного центра посёлка Земетчино.

## История
Известен с 1934 года как посёлок Малоижморского сельсовета, 49 дворов, центральная усадьба колхоза «Красное Знамя». В 1955 году - бригада колхоза имени Молотова. В 2004 году оставалось 21 хозяйство.

## Население
Численность населения: 284 человека (1934 год), 156 (1936), 366 (1959), 357 (1979), 190 (1989), 121 (1996). Население составляло 23 человека (русские 96 %) в 2002 году, 13 — в 2010.